# Playa de Bastiagueiro
La playa de Bastiagueiro es una playa urbana situada en Bastiagueiro, entre las parroquias de Liáns y Perillo del municipio de Oleiros, en la provincia de La Coruña.
Tiene 580 metros de longitud y una anchura media de 77 metros. Tiene bandera azul y un puesto de la Cruz Roja. Su arena es fina y blanca, y se trata de una playa muy visitada por los surfistas.

## Galería de imágenes

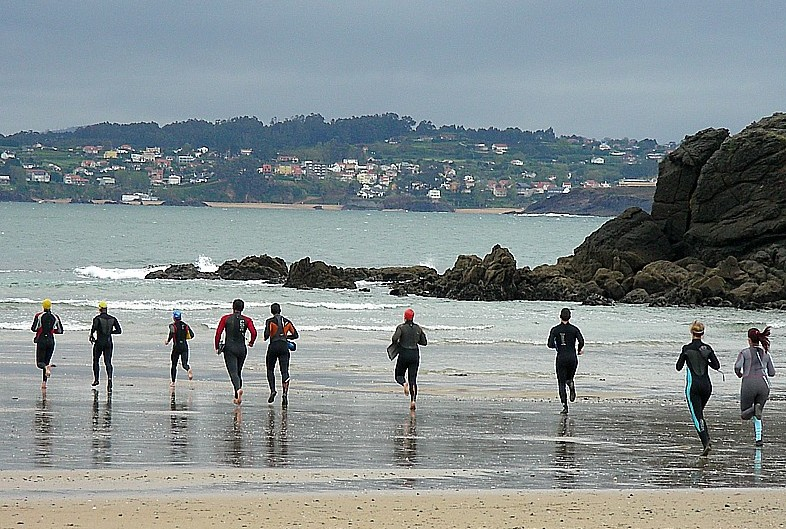
Curso de socorrismo
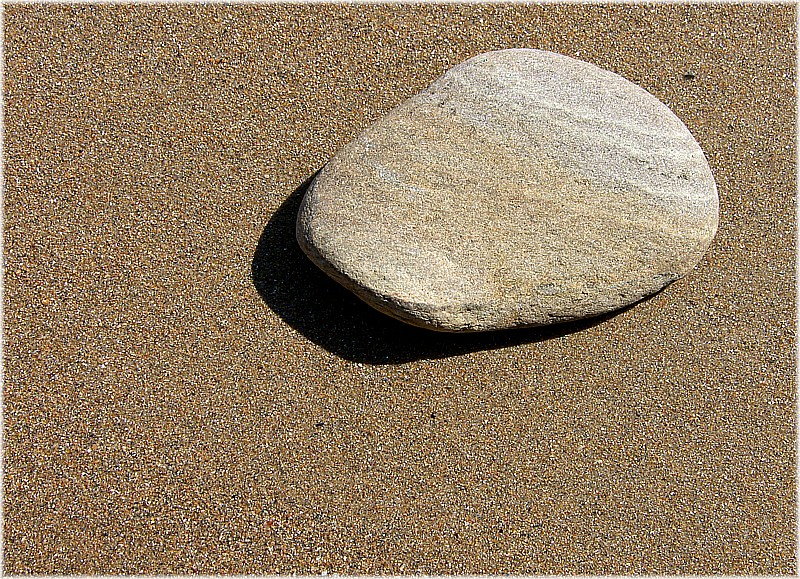
Arena de la playa